# República Democrática do Iêmen
A República Democrática do Iêmen (português brasileiro) ou República Democrática do Iémen (português europeu) (em árabe: جمهورية اليمن الديمقراطية) foi proclamada em maio de 1994, no âmbito da guerra civil que se seguiu à unificação do Iêmen (1990). Com capital em Adém, foi liderada pelo vice-presidente Ali Salim al-Beidh e pelo primeiro-ministro Haidar Abu Bakr al-Attas do Iêmen  unificado e representou uma reação dos antigos líderes do Iêmen do Sul, que se consideravam em desvantagem após a unificação e pretendiam voltar à situação anterior, separando-se novamente do Iêmen do Norte.
O proclamado Estado não conseguiu obter reconhecimento internacional, apesar de gozar da simpatia da Arábia Saudita, durou somente 1 mês e 17 dias — de 21 de maio a 7 de julho .
Seus líderes incluíam, além de figuras do Partido Socialista Iemenita, como al-Beidh e al-Attas, algumas personalidades de destaque na história do Iêmen do Sul, como Abdallah al-Asnag, forte opositor do governo de partido único do Partido Socialista Iemenita, na antiga República Popular Democrática do Iêmen.

## Antecedentes
A República do Iêmen foi declarada em 22 de maio de 1990, tendo Ali Abdullah Saleh como presidente e Ali Salim al-Beidh como vice-presidente. A unificação dos sistemas políticos e econômicos do Iêmen do Norte e do Iêmen do Sul deveria ocorrer ao longo de 30 meses, período em que foi formado um parlamento unificado  e uma constituição única foi elaborada.
As eleições foram realizadas em abril de 1993, e diante do resultado desfavorável, o vice-presidente Ali Salim Al-Beidh retirou-se para Adém em agosto de 1993 e afirmou que não retornaria ao governo até que suas reivindicações fossem ouvidas. Estas incluíam o fim da violência dos nortistas contra o seu Partido Socialista Iemenita, assim como o fim da marginalização econômica do sul. As negociações para acabar com o impasse político se arrastaram até 1994, e as disputas políticas internas esvaziaram o governo do primeiro-ministro  Haydar Abu Bakr al-Attas , ex-primeiro-ministro do Iêmen do Sul.
Nesse período de tensão, os exércitos do norte e do sul continuavam a ser instituições distintas e guarneciam as antigas fronteiras.
Um acordo entre os líderes do norte e do sul, foi assinado em Amã, na Jordânia, em 20 de fevereiro de 1994, mas  não impediu o agravamento das tensões que culminariam na guerra civil.
Em 27 de abril, uma grande batalha de tanques ocorre em 'Amran, perto da capital, Saná. Ambos os lados se acusam de ter iniciado o confronto. Em 4 de maio, a força aérea sulista bombardeou Saná e outras áreas no norte do país; a força aérea nortista respondeu bombardeando Adém, no sul. O presidente Saleh declarou estado de emergência de 30 dias, e os cidadãos estrangeiros começaram a se retirar do país. O vice-presidente al-Beidh foi oficialmente demitido. O Iêmen do Sul também disparou mísseis Scud em Sanaa, matando dezenas de civis. O primeiro-ministro Haidar Abu Bakr al-Attas foi demitido em 10 de maio, depois de apelar por ajuda externa para acabar com a guerra.

## Proclamação da República Democrática do Iêmen
Em 21 de maio de 1994, os líderes sulistas declararam a secessão, proclamando a  República Democrática do Iêmen, sem entretanto obter o reconhecimento internacional.
Em meados de maio, as forças do norte começaram a marchar em direção a Adém. A  capital da província de Chabua, Ataque, que permitia o acesso aos campos de petróleo do país, foi tomada em 24 de maio. O Conselho de Segurança da ONU aprovou a Resolução 924, pedindo o fim dos combates e um cessar-fogo. Um cessar-fogo foi obtido, em 6 de junho, porém durou apenas seis horas. As tropas nortistas entraram em Adém em 4 de julho. Os partidários de Ali Nasir Muhammad, ex-presidente do Iêmen do Sul, prestaram grande assistência às operações militares contra os separatistas, e Adém foi capturada em 7 de julho de 1994. A resistência rapidamente desmoronou, e a maioria dos seus líderes militares e políticos fugiu para o exílio.
Em 7 de julho, a República Democrática do Iêmen chega ao fim, juntamente com a guerra civil, depois que Mucala e Adém caem sob controle das forças do governo.